# Vadkecske
A vadkecske (Capra aegagrus) az emlősök (Mammalia) osztályának párosujjú patások (Artiodactyla) rendjébe, ezen belül a tülkösszarvúak (Bovidae) családjába és a kecskeformák (Caprinae) alcsaládjába tartozó faj.

## Megjelenése
A vadkecske fej-törzs-hossza 120-160 centiméter, marmagassága 70-100 centiméter és testtömege a baknak 35-40 kilogramm, míg a nősténynek 25-35 kilogramm. A bak teste zömök, lába erős, patája széles, és súlya többnyire meghaladja a nőstényét. Orra, szakálla és nyaka elülső része általában sötétbarna, míg hátának színe a barnától a szürkéig terjedhet. Gyűrűzött szarva sarló formájú és akár 140 centiméteresre is megnőhet. A nőstény kisebb, mint a bak, szőre rendszerint sárgásbarna árnyalatú. Szarva sokkal rövidebb és kevésbé görbült. A bakot és a nőstényt egyaránt vastag piheszőrzet védi a hideg ellen.

## Alfajai
A vadkecske alfajainál a szín, a mintázat és a szarv alakja igen változó. Az eltérő alfajok a nagy területi elterjedtség, valamint a hegyi életmód miatti elszigetelődés következtében alakultak ki. A bezoárkecskék elterjedési területe Törökországtól az egész Közel-Keleten át északra a Kaukázusig és keletre Pakisztánig terjed. Fellelhető a Hürkaniai erdőkben, amely 2019 óta a világörökség része. Európában élő alfaja a Kréta szigetén található krétai bezoárkecske, amely az első háziasított kecskék kb. 8 000 ezer éve visszavadult utódja.
- bezoárkecske (Capra aegagrus aegagrus) Erxleben, 1777
- házi kecske (Capra aegagrus hircus) (Linnaeus, 1758) - valószínű, hogy a bezoárkecske házi változata
- Capra aegagrus blythi Hume, 1875
- Capra aegagrus chialtanensis Lydekker, 1913
- Capra aegagrus turcmenica Zalkin, 1950
- krétai bezoárkecske (Capra aegagrus cretica) (Schinz, 1838) - korábban alfajnak vélték, de ma már tudjuk, hogy visszavadult házikecske-állomány

## Szaporodása
Az ivarérettséget 2–5 éves korban érik el. A párzási időszak ősszel van. A vemhességi időszak 150-160 napig tart. A nőstény egy vagy két gidát ellik.